# Metapioplasta
Metapioplasta é um gênero de traça pertencente à família Arctiidae.